# محمد جعیصه
محمد جعیصه (انگلیسی: Mohamed Geisa؛ زادهٔ ۱۰ مهٔ ۱۹۱۳ - درگذشته نامشخص) وزنه‌بردار اهل مصر بود.
وی در مسابقات کشوری و بین‌المللی در مجموع برندهٔ ۲ مدال برنز شده‌است.